# Santo Tomé y Príncipe en los Juegos Paralímpicos
Santo Tomé y Príncipe en los Juegos Paralímpicos está representado por el Comité Paralímpico Nacional de Santo Tomé y Príncipe, miembro del Comité Paralímpico Internacional.
Ha participado en tres ediciones de los Juegos Paralímpicos de Verano, su primera presencia tuvo lugar en Río de Janeiro 2016. El equipo paralímpico no ha obtenido ninguna medalla en las ediciones de verano.
En los Juegos Paralímpicos de Invierno Santo Tomé y Príncipe no ha participado en ninguna edición.

## Medallero

### Por edición
Juegos Paralímpicos de Verano
| Evento              | Oro | Plata | Bronce | Total |
| ------------------- | --- | ----- | ------ | ----- |
| Río de Janeiro 2016 | 0   | 0     | 0      | 0     |
| Tokio 2020          | 0   | 0     | 0      | 0     |
| París 2024          | 0   | 0     | 0      | 0     |
| TOTAL               | 0   | 0     | 0      | 0     |